# Grande incendio di Amburgo
(testimonianza del poeta Friedrich Hebbel (1813-1863))

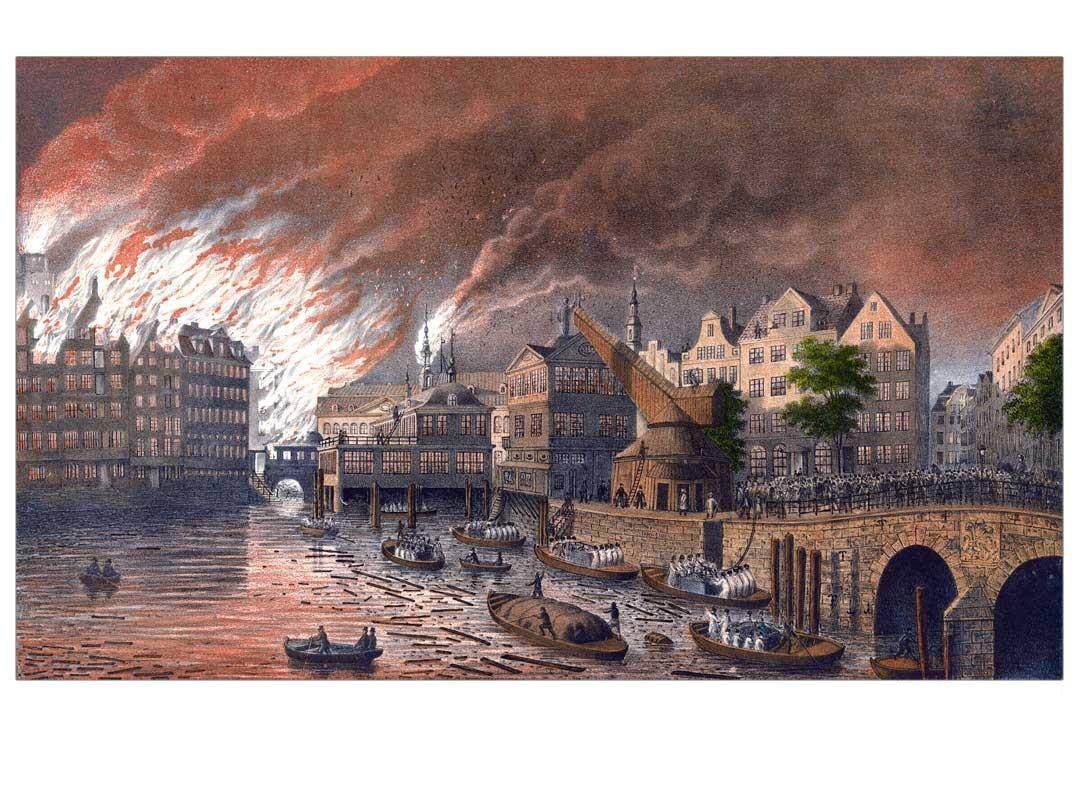
Amburgo, maggio 1842: la Borsa e il municipio di Amburgo in fiamme

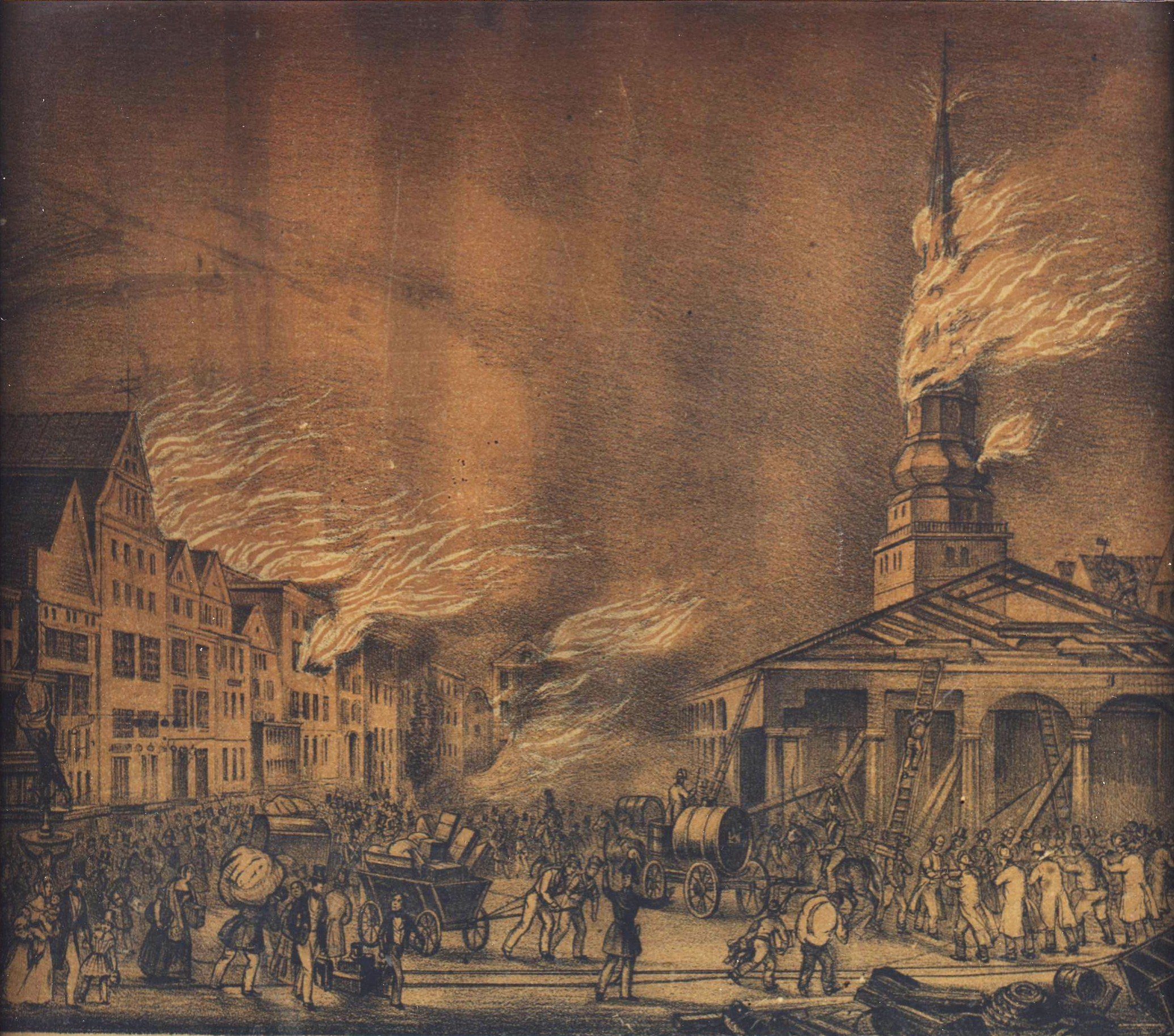
Lo Hopfenmarkt e la Chiesa di San Nicola in fiamme

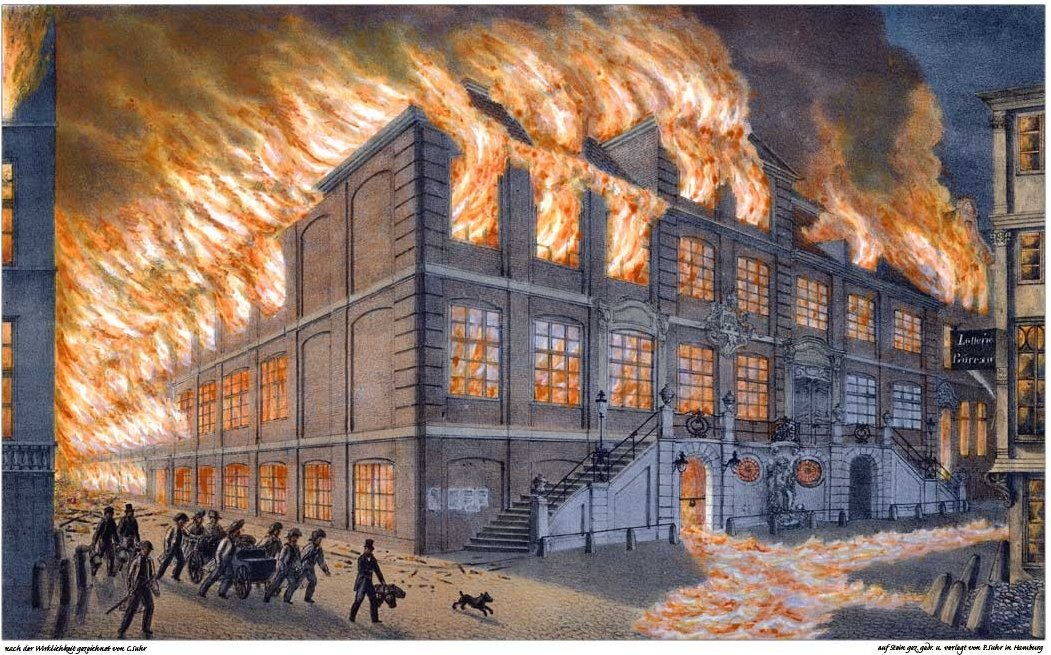
La Eimbecksches Haus in fiamme in und dipinto di Peter Suhr

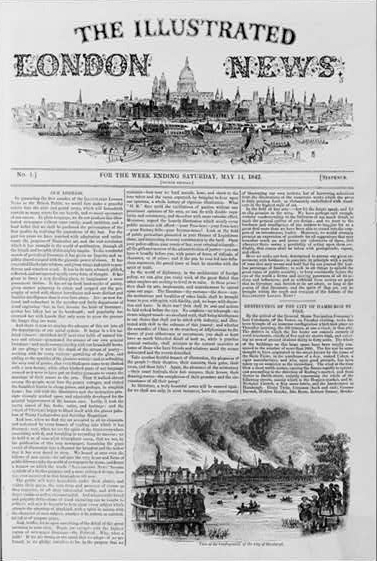
La notizia dell'incendio riportata dal The London Illustrated News del 14 maggio 1842

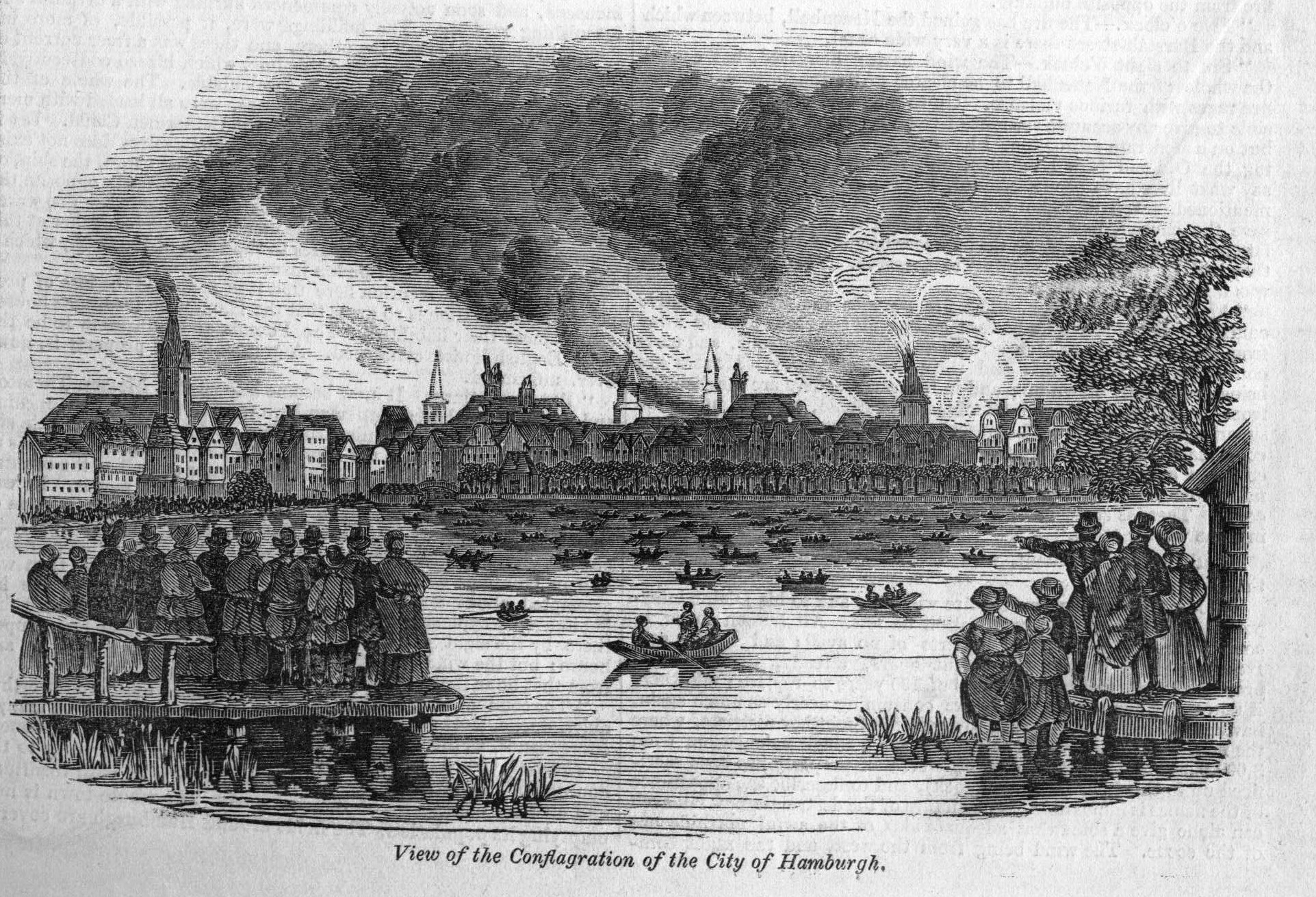
Il grande incendio di Amburgo nell'illustrazione del The London Illustrated News dell'11 maggio 1842

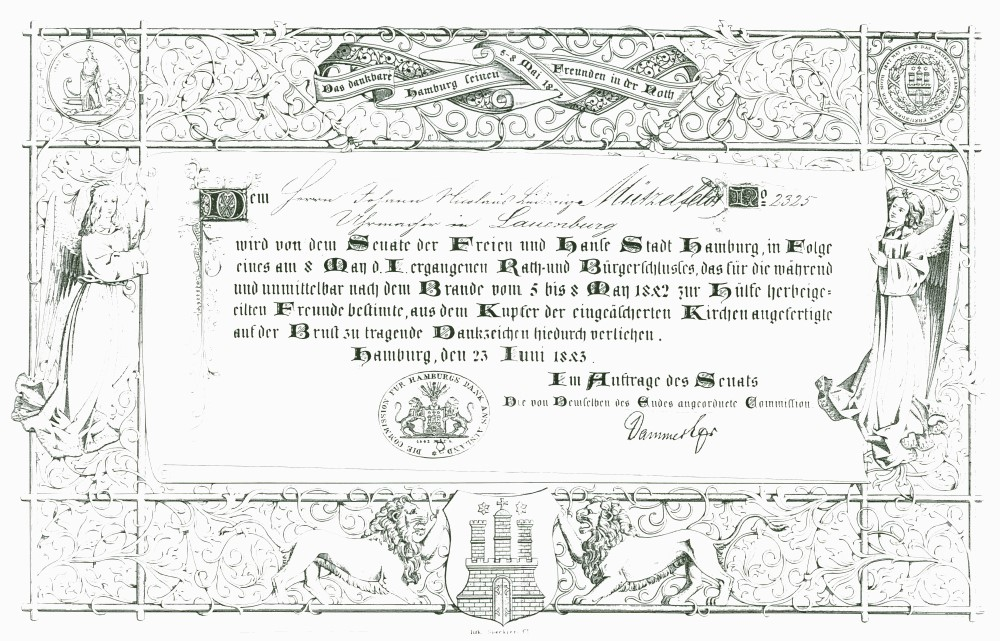
Documento di conferimento della medaglia al valore ai cittadini di Amburgo che si sono prodigati nelle operazioni di spegnimento dell'incendio

Il grande incendio di Amburgo (in tedesco: Großer Hamburger Brand), chiamato anche solo incendio di Amburgo (ted. Hamburger Brand), fu un devastante incendio che infuriò ad Amburgo, nel nord della Germania, tra il 5 e l'8 maggio 1842, distruggendo un terzo della città.
L'incendio causò la morte di 51 persone e il ferimento di 120 persone (di cui 16 pompieri) e la distruzione di 72 strade, 1.100 abitazioni, 102 magazzini, 3/7, mentre circa 20.000 furono i senza tetto. I danni ammontarono tra i 90 e i 135 milioni di marchi.

## Storia
L'incendio scoppiò intorno all'una di notte di giovedì 5 maggio 1842 lungo il Nikolaifleet, in un edificio al nr. 44,  o 42 della Deichstraße, edificio che era di proprietà del tabaccaio Eduard Cohen.

Le fiamme erano divampate, in particolare, al secondo e al terzo piano, dove avevano potuto facilmente attecchire per via della presenza di vecchie carte e stracci.
Ben presto l'incendio si propagò velocemente anche agli altri edifici attigui della via. Le fiamme poterono infatti facilmente attecchire, poiché gli edifici - data la stagione - erano praticamente asciutti; il pericolo inoltre derivava dalle merci facilmente infiammabili in deposito nei magazzini sui canali della zona, come alcolici, lana e canapa.
A dare l'allarme, avvisando i vigili del fuoco, fu una guardia notturna, che aveva notato del fumo denso.

A dirigere le operazioni di spegnimento furono i capopompieri Johann Ehlert Bieber e Adolph Repsold, che intorno alle 5 del mattino riscontrarono la gravità della situazione. Nel frattempo, anche molti cittadini si stavano prodigando nel tentativo di spegnere le fiamme.
Tra le varie operazioni che vennero intraprese, vi fu quella di gettare 350 botti di acquavite da un magazzino, ormai irrimediabilmente compromesse, in modo da evitare che potessero alimentare ulteriormente le fiamme.
Intorno alle ore 15 del 5 maggio prese fuoco la torre in legno della Chiesa di San Nicola, che crollò un'ora dopo. Molte erano in quel momento le persone che stavano per radunarsi per assistere alla messa, dato che era il giorno dell'Ascensione.
La notte seguente, fu fatto un tentativo di arginare il fuoco, cercando di limitare l'incendio alla zona sudoccidentale della città, facendo saltare in aria con 400 libbre di polvere da sparo il municipio presso il Trostbrücke, ma il tentativo fallì. L'incendio infatti si propagò anche presso la Neuer Wall e la via degli acquisti Jungfernstieg.
Vista la gravità della situazione, furono richiesti via telegrafo rinforzi a zone della periferia cittadina o comuni limitrofi (come Altona, Bergedorf, Blankenese e Harburg) o ad altre città vicine (come Stade). Aiuti arrivarono anche da altre città del nord della Germania come Cuxhaven, Lubecca e Lüneburg.
Il giorno successivo, sabato 7 maggio 1842, l'incendio si propagò in direzione nord-est, provocando, tra l'altro, anche il crollo della Petrikirche ("Chiesa di San Pietro").
|  |

L'incendio fu domato solo dopo 79 od 83 ore, domenica 8 maggio 1842, grazie all'aiuto di 300 idranti  e dopo che i pompieri erano riusciti ad arginare le fiamme sul Binnenalster. L'annuncio ufficiale dello spegnimento fu comunicato dal Senato intorno alle ore 13 con le seguenti parole, che elogiarono l'eroismo di vigili del fuoco e cittadini (anche se non tutti - per la verità - si comportarono eroicamente, in quanto il panico prese il sopravvento e si verificarono anche azioni di sciacallaggio):
(Senato di Amburgo)
L'incendio causò non solo numerose perdite umane (v. sopra) e gravi perdite nel patrimonio storico (v. sotto), ma anche gravi danni all'economia cittadina, in quanto andarono perdute varie merci conservate nei magazzini della città, quali riso, zucchero, lana, lino, legno, caffè, tabacco, ecc.
I successivi interventi di ricostruzione furono finanziati, tra gli altri, dal banchiere Salomon Heine, che provò ad incoraggiare la cittadinanza con le parole "È bruciata l'Elba?! No! Allora nulla è perduto!".

## Principali edifici storici andati distrutti nell'incendio[3]
- Antica Borsa
- Antica gru
- Antica pesa pubblica
- Archivio
- Banca
- Bürger-Militärwache
- Cappella di Santa Gertrude
- Chiesa di San Nicola
- Chiesa di San Pietro
- Haus der patriotischen Gesellschaft
- Haus der Harmonie
- Mulini ad acqua
- Sinagoga

|  |  |

## Curiosità
- Una via sul Binnenalster, luogo in cui è stato arginato l'incendio, è stata ribattezzata Brandsende, ovvero "Fine dell'incendio"[1].